# Andrei Arlovski
Andrei Valeryevich Arlovski (fehéroroszul Андрэй Валер'евіч Арлоўскі, fehérorosz kiejtés [anˈdrɛj vaˈlʲɛrjɛvitʃ arˈlɔwski]; Babrujszk, 1979. február 4. –) fehérorosz-amerikai profi harcművész, színész és korábbi UFC nehézsúlyú bajnok. Jelenleg az Ultimate Fighting Championship (UFC) nehézsúlyú divíziójában versenyez. Arlovski a Strikeforce, a WSOF, az Affliction, az EliteXC, a ONE FC és az M-1 Challenge versenyzője is volt. Beceneve Pitbull.

## Élete
Arlovski a Szovjetunióban, a Fehérorosz SZSZK-ban (ma Fehéroroszország), Babrujszkban született. Amikor fiatalabb volt, a kötekedők gyakran piszkálták és megverték. 1994-ben, 14 éves korában végül elege lett, és elkezdett súlyokat emelni, hogy izmosodjon, és remélte, ezzel segíthet leküzdeni a zaklatókat. Arlovski csak 16 éves korában kezdett el harcművészetekkel foglalkozni, például a szambóval, a cselgáncssal és a kick-box-szal.
Arlovski beiratkozott a minszki rendőrakadémiára, és a rendőri karrier iránti érdeklődését egyesítette a harcművészetekben való egyre növekvő részvételével elvégezte a kötelező rendőri védelmi tanfolyamot szambóból, és gyorsan megmutatta, hogy rendkívül kompetens szambó ellenfél. 1999-ben megnyerte az ifjúsági szambó Európa-bajnokságot és az ifjúsági világbajnokságot. Nem sokkal később először Master of Sports, majd International Master of Sports címet kapott. Ezüstérmet szerzett a szambó világkupán és egy másik ezüstérmet a szambó világbajnokságon.
Arlovski nagyobb érdeklődést kezdett mutatni más harcművészetek iránt, kick-boxot tanult és fejlesztette ütőtechnikáját, hogy kiegészítse a szambó-alapú grappling képességeit.

## Vegyes harcművészeti karrier
Arlovski 20 évesen, 1999. április 9-én kezdte profi MMA karrierjét az oroszországi Szentpéterváron megrendezett Mix Fight M-1 versenyen. Elég szerencsétlenül indult, KO-val kikapott Viacheslav Datsiktól. Arlovski nem tántorodott el, 2000-ben visszatért az M-1 Globalhoz az Európa-bajnokságon, és egy kiütéses és egy beadásos győzelemmel megszerezte a nehézsúlyú bajnoki címet.

## Magánélete
Arlovski Chicagóban él feleségével, fiával és pitbull terrierjükkel, Maximusszal. Ő ortodox keresztény. Arlovski közérdekű bejelentést tett a kutyaviadalok ellen, amelyben Maximus szerepelt, és embertelennek és kínzásnak nevezte azt. Arlovski azt mondta, hogy a Pitbull becenevet a kutyák pozitív tulajdonságai miatt választotta.